# Ben Abdoulaye Traoré
Traoré Ben Abdoulaye,né le 18 avril 1986 à Bamako (Mali), est un footballeur international malien évoluant au poste de milieu de terrain défensif au FC Haka.

## Biographie
Né à Bamako, il grandit à Bobo Dioulasso (Burkina Faso). Il fait ses débuts dans le football avec l'AS Maya, son club formateur en D2 burkinabé à Bobo Dioulasso avant de rejoindre l'USFA (Union Sportif des forces Armées) à Ouagadougou en D1 burkinabé.
Il joue également avec le Győri ETO FC en NBI Hongroise, à l'Olympic Azzaweya en Première Ligue libyenne avant de rejoindre le FC Haka, en Première Ligue finlandaise.